# The Backrooms
Cet article concerne la légende urbaine. Pour la pièce de club libertin, voir Backroom.
Pour un article plus général, voir Creepypasta.
The Backrooms (littéralement : « les arrière-salles ») est une légende urbaine effrayante dite creepypasta, diffusée sur Internet.
Le terme Backrooms fait référence à un ou plusieurs lieux accessibles en se noclippant (terme se référant au fait de traverser un mur ou une texture dans un jeu vidéo) de la réalité. Cet endroit est considéré comme une dimension parallèle, majoritairement vide, répartie le plus souvent en plusieurs « niveaux » ou « étages » interconnectés (le nombre précis variant selon le canon, les plus courant possédant souvent 1, 3 ou un nombre indéfini d'étages), utilisant pratiquement tous l'esthétique « liminale » ou « liminaire », c'est-à-dire des espaces possédant des caractéristiques telles que des grandes pièces vides et répétitives, donnant une sensation de déjà-vu à tous ceux qui s'y aventureraient. Certaines créations incluent également des groupes de survivants avec des dynamiques adaptées à l'univers, bien que ce soit quelquefois remis en question car éloignant les Backrooms de leurs origines, l'esthétique liminale.
Après sa diffusion initiale sur l'imageboard 4chan où elle a gagné en popularité, les internautes se sont emparés de la légende pour étendre son univers. De nombreuses créations dérivées, comme des sites d'écritures collaboratives, des jeux vidéos et des courts métrages d'horreur ont vu le jour sous l'impulsion de la communauté et ont contribué à populariser le concept auprès du grand public.

## Origines et description
Le 12 mai 2019, un utilisateur anonyme de 4chan demande aux membres de poster des images perturbantes sur le board /x/. Dans les réponses de ce fil se trouve une image représentant un long couloir vide avec des cloisons tapissées de papier peint jaunâtre avec une moquette et des tubes fluorescents au plafond prise avec un plan cassé. Une des réactions à cette image fut la copypasta originelle donnant naissance aux Backrooms,.

Un autre utilisateur reposte l'image, avec pour description :
Si vous êtes imprudent et que vous noclipez de la réalité au mauvais endroit, vous vous retrouverez dans les Backrooms, où il n'y a rien d'autre que la puanteur de la vieille moquette humide, la folie du monochrome jaune, au bourdonnement incessant des néons, piégé dans approximativement 600 millions de miles carrés de pièces vides segmentées au hasard.

Que Dieu vous protège si vous entendez quelque chose errer à proximité, parce qu’il est certain que cette chose vous a entendu.
Avec la montée de la popularité de ce post, plusieurs mèmes et histoires sont créés autour de cet univers, ce qui donne par la suite naissance à plusieurs sites d'écriture collaborative, tel qu'un premier wiki hébergé par Fandom. Après que  l'utilisateur 4chan poste cette image, une communauté viendrait s'installer pour eux-mêmes créer leurs versions des backrooms qui seront nommés plus tard des étages.
La localisation géographique de la photo originelle du post 4chan reste inconnue jusqu'en 2024. Un utilisateur Facebook du nom de @tjxz_z a posté une image de ce qui ressemble à la photo originale de la tristement célèbre pièce jaune avec une autre vue du bâtiment.

Niveau de classification des Backrooms en fonction de leur dangerosité (ici niveau 2).

Les Backrooms sont rapidement devenues populaires auprès des internautes, qui ont pour la plupart commenté leur caractère étrange.
Le 29 mai 2024, des informations sur l'endroit précis et le contexte dans le cadre où a été prise la photo iconique est annoncé. La photo a été prise le 12 juin 2002 avec un appareil photo numérique Sony Cyber-shot, elle montre les dégâts des eaux de la pièce ovale située dans le côté est du bâtiment, lors de la rénovation du deuxième étage d'un ancien magasin de meubles Rohner's Furniture situé au numéro 807 d'Oregon Street, à Oshkosh dans le Wisconsin,. La photo a ensuite été téléchargée le 2 mars 2003 sur le blog du HobbyTown, une chaîne de magasins spécialisés dans les jouets télécommandés. Depuis lors, les cloisons ont été abattues, le papier peint enlevé et la pièce a été transformée en circuit de course pour voitures radiocommandées.

## Dans les arts et la culture

### Audiovisuel
- Le créateur de la série télévisée Severance, Dan Erickson, a cité les Backrooms parmi ses nombreuses inspirations lors de l'élaboration de l'univers visuel de la série après que des internautes ont notés des similarités entre les deux créations[9],[10],[11].
- Le 7 janvier 2022, un court métrage d'horreur appelé The Backrooms (Found Footage), a été mis en ligne sur la chaîne YouTube du réalisateur Kane Parsons, âgé de 17 ans, connu sous le pseudonyme Kane Pixels. Il est présenté comme un enregistrement de 1991, filmé au caméscope à la manière du film Le Projet Blair Witch, c'est-à-dire dans le style du found footage, où un adolescent passe à travers le sol et atterrit dans les Backrooms, puis y rencontre plusieurs entités horrifiques, avant de se faire attraper par l’une d’entre elles, laissant seulement sa caméra réatterrir sur terre. Le 6 février 2023, il est annoncé que le studio américain A24 travaille sur une adaptation cinématographique de la série, qui devrait être réalisé par Kane Parsons durant ses vacances d'été[12],[13]. En janvier 2024, le court métrage cumule plus de 55 millions de vues, et a donné naissance à une mini-série sur la chaîne du réalisateur[3],[4].
- En mars 2024 sort un jeu vidéo intitulé Backrooms, basé sur l'univers des Backrooms[14].
- Dans le jeu Bodycam, les Backrooms sont une carte secrète accessible en passant à travers une porte sur le stand de tir.